# 文方
文方（1518年—？年），字子靜，號少江，四川重慶府合州人，民籍，明朝政治人物。

## 生平
四川乡试第七名举人，嘉靖二十三年（1544年）甲辰科會試第二十二名，第三甲第十四名進士。授武昌府推官，二十七年十一月選兵科給事中，仕終尚寶司少卿。

## 家族
曾祖文仲清，祖文獻，父文誠，母劉氏。慈侍下。